# NGC 5980
NGC 5980 (również PGC 55800 lub UGC 9974) – galaktyka spiralna (Sc), znajdująca się w gwiazdozbiorze Węża. Odkrył ją William Herschel 19 marca 1787 roku.
W galaktyce tej zaobserwowano supernową SN 2004ci.